# Arotes maurus
Arotes maurus är en stekelart som beskrevs av Sievert Allen Rohwer 1920. Arotes maurus ingår i släktet Arotes och familjen brokparasitsteklar. Inga underarter finns listade.